# Fibwi4
Fibwi TV Autonòmica (anteriorment Canal 4) és un canal de televisió de les Illes Balears, amb emissions majoritàriament en català, que pertany a l'empresari Emili Bohigas Moreno. Emet per la freqüència 26 d'UHF de la TDT.

## Història
Canal 4 es posà en funcionament en 1986, quan un grup de quatre amics de Son Sardina, a Palma, entre els quals hi havia el president de l'associació de veïns, Joan Calafat, començaren a emetre un espai setmanal amb informacions per als habitants de la barriada. És, per tant, la pionera de les televisions locals de Mallorca, i d'aquí deriva el seu nom, ja que aleshores fou la quarta emissora que podien contemplar els espectadors illencs (després de TVE1, La 2 i TV3). Posteriorment, Joan Calafat abandonaria el projecte per crear Canal 37, més tard transformat en M7 Televisió.
Encara que inicialment es tractava d'un projecte molt localitzat a Son Sardina, a poc a poc el seu àmbit es va anar estenent, primer a Palma i després a la resta de l'illa. De la mateixa manera, la seva programació es va fer més variada, i són especialment recordades les pel·lícules (generalment, paròdies de westerns) protagonitzades per veïns de la barriada, entre els quals destacà la figura d'Antoni Díez, actor amateur desaparegut el 2005.
El 1994, Emili Bohigas, conegut empresari mallorquí del sector de l'espectacle i president del grup d'empreses Bravo, va adquirir la majoria de les accions de l'emissora, i amb això s'inicià un procés de professionalització, fortes inversions i constant expansió.
Des de 1995, Canal 4 transmet igualment teletext.
El 1999 Canal 4 va ser adquirit per l'empresari català Jacint Farrús. L'any 2000 s'inauguraren els seus nous estudis al Polígon de Can Valero de Palma, amb 4.000 m² de superfície. Des de 2007 també emet des del Parc Bit, a Son Espanyol. El 22 de setembre de 2010 es va donar a conèixer la venda del canal a l'empresa madrilenya de serveis audiovisuals Vértice 360.
Des de principis de juny de l'any 2009 emet en TDT.
El 16 de setembre de 2013 (16/09/2013) i coincidint amb les 16:09, Canal 4 va passar la seva emissió al format panoràmic 16:9.
A l'estiu de 2021 el canal va ser comprat per l'operador de telecomunicacions fibwi, que el va fusionar amb el seu canal fibwi Live, emetent amb el nom fibwi 4 TV. Al setembre de 2022, el canal passa a anomenar-se Fibwi TV Autonòmica.
Tot just un any després de la venda del canal a fibwi, el seu antic propietari, l'empresari Jacinto Sinto Farrús, compra el canal teve.cat i el rebateja com a Canal 4, fet que suposa el renaixement del canal, tant a Catalunya com a Mallorca.

## Freqüències
Freqüències digitals
- Canal 26 UHF: Illes Balears

## Càrrecs Directius
- Direcció General: Sr. José María Castro
- Secretaria General: Sra. Magdalena Mas
- Cap tècnic: Sr. Santi González
- Cap d'informatius: Sra. Beatriz Díez Mayans
- Administració: Sr. Joan Sastre
- Emissions i continuïtat: Sr. Juanio Marí
- Documentació: Sra. Xisca Juanico

## Programes
- Així cuinam aquí.
- Avui Notícies.
- Mallorca Baila.
- Mira com ballen.
- Nit de Bauxa.
- Hosteltur.
- Taula Rodona.
- Fora de Joc.
- Nit 4.
- Artista.
- Gent dels nostres pobles.
- Recicla TV.
- Va de Trot.
- Economia Balear.